# (4067) Mikhelʹson
(4067) Mikhelʹson est un astéroïde de la ceinture principale.

## Description
(4067) Mikhelʹson est un astéroïde de la ceinture principale. Il fut découvert le 11 octobre 1966 à Naoutchnyï par Nikolaï Tchernykh. Il présente une orbite caractérisée par un demi-grand axe de 2,63 UA, une excentricité de 0,19 et une inclinaison de 6,3° par rapport à l'écliptique.

## Compléments